# 안성녀
안성녀(1881년~1954년 4월 8일)는 대한민국의 독립운동가이다.세례명은 루시아이며 안태훈 진사와 조마리아의 장녀이며 독립운동가 안중근의 여동생이다.

## 가족
- 아버지 안태훈(1862~1905)
- 어머니 조마리아(1862~1927)
  - 오빠 안중근(1879~1910)
  - 올케 김아려(1878~1946)
  - 자신 안성녀(1881~1954)
  - 남편 권승복(?~1920)
    - 외아들 권헌(1914~1980)
    - 며느리 오항선(1910~2006)
      - 이복손자 유관철(1927~?)

  - 남동생 안정근(1883~1949)
  - 올케 이정서
  - 남동생 안공근(1885~1939?)
  - 올케 광주 이씨